# 원목왕후
원목왕후 서씨(元穆王后 徐氏, 생년 미상~1057년 음력 5월 12일)는 고려 현종의 제6비이다.

## 생애
삼중대광내사령 서눌과 그 부인 최씨의 딸로, 본관은 이천이다. 그녀의 할아버지는 거란과의 외교 담판으로 이름을 떨친 서희이다.
1022년(현종 13년) 숙비에 책봉되었으며, 그 호를 흥성궁주(興盛宮主)라고 하였다. 같은 해 아버지 서눌은 딸이 왕비가 되자 중추사우산기상시, 서경유수판사 등의 자리를 역임하였으며, 덕종 때에는 문하시중의 자리에 오르게 된다. 또 1026년(현종 17년) 현종은 그녀의 생모 최씨에게 이천군대부인의 호를, 계모 정씨에게 이천군대군의 호를 추증했다.
1057년(문종 11년) 음력 5월에 사망하였다. 당시 조정에서는 그녀가 왕의 서모이기는 하나 아들을 두지 않았으므로 문종에게 상복을 입지 말라고 간하여 문종이 이를 따랐으며, 역시 같은 이유로 능호가 내려지지 않았고 설날에 제사를 지내지 않게 하였다. 그녀의 시신은 화장되었다. 시호는 원목왕후(元穆王后)이다.

## 가족 관계
친가
- 증조부 : 서필(徐弼, 901년 ~ 965년) 종1품 삼중대광 태사 내사령三重大匡太師內史令)
- 증조모 : 평양 황씨(平壤黃氏)
  - 조부 : 서희(徐熙, 942~998) 종1품 내의령內議令)
  - 조모 : 청주 한씨(淸州韓氏)
    - 아버지 : 서눌(徐訥, ? ~1042) 종1품 문하시중門下侍中)
    - 어머니 : 이천군대부인 최씨(利川郡大夫人 崔氏, 생몰년 미상)
      - 동생 : 서수(徐琇 종1품 문하시중 봉 희양대군)
        - 조카 : 서장기(徐長己 정4품 병부시랑兵部侍郞)
        - 조카 : 서준방(徐俊邦 정3품 형부상서(刑部尙書). 평당 서씨(平當徐氏) 시조)

시댁
- 시부 : 추존 안종(安宗, ? ~996[5])
- 시모 : 효숙왕태후(孝肅王太后, ?~992)
  - 남편 : 제8대 현종(顯宗, 992~1031 재위: 1009~1031)